# Сисиний II
Патриа́рх Сиси́ний II греч. Πατριάρχης Σισίνιος Β΄; (911 — 24 августа 998) — патриарх Константинопольский с 12 апреля 996 года по 24 августа 998 года.

## Жизнеописание
Он был очень хорошо образован и был удостоен степени магистра во врачебном искусстве. Его патриаршество было охарактеризовано несколькими каноническимим трудами в которых поднимались вопросы, о свадьбе и разводе. Известны его литературные труды «Похвала в честь мучеников Кирика и Иулитты» и «Слово о чудесах святого Михаила в Хонах».
По свидетельству, приводимому Яхьёй Антиохийским, Сисиний II был назначен в двадцать первом году царствования Василия II, в день Пасхи, 12 Апреля 996 года.
Сисиний умер 24 августа 998 года. Он был патриархом два года и четыре месяца.